# Tusbyleden

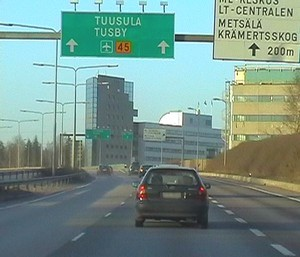
Tusbyleden i riktning Tusby vid Kottby

Tusbyleden (finska Tuusulanväylä) är Stamväg 45 i den finska huvudstadsregionen. Leden är en utfartsväg mot norr från Helsingfors och går genom Vanda via Helsingfors-Vanda flygplats till Tusby. Motorvägen byggdes till Ring III på 1970-talet och förlängningen till Tusby blev klar på 1990-talet. Tusbyleden är den näst mest belastade utfartsvägen i huvudstadsregionen. 

## Avfarter
Avfarter från Helsingfors:
|  | Nr                                  | Trafikplats                            | Korsande väg         | Skyltning                   |
|  | ----------------------------------- | -------------------------------------- | -------------------- | --------------------------- |
|  | 45 Motorväg (2+2) Helsingfors-Tusby |                                        |                      |                             |
|  |                                     |                                        | Backasgatans slut    | centrum                     |
|  | 1                                   | Vapensmedsvägens planskilda anslutning | Kullatorpsvägen      | Krämertsskog                |
|  | 2                                   | Åggelby planskilda anslutning          | Baggbölevägen        | Månsas                      |
|  | 3                                   |                                        | 101 Ring I           | Ring I                      |
|  | 4                                   |                                        | Samhällsvägen        | Domarby                     |
|  | 5                                   |                                        | Gjuterivägen         | Rosendal                    |
|  | 6                                   | Kyrkbyns planskilda anslutning         | E 1850 Ring III      | Ring III                    |
|  | 7                                   |                                        | Luftleden            | Helsingfors-Vanda flygplats |
|  | 8                                   |                                        | Västra Vitbäcksvägen | Rödsand                     |
|  | 9                                   |                                        | Björkbyleden         | Gladas                      |
|  | 10                                  |                                        | 152 Brännbergavägen  | Landsvägsbyn                |
|  | 45 Motorvägen slutar                |                                        |                      |                             |
|  |                                     |                                        |                      | Skavaböle, Tusby            |